# Genoveita
Genoveita ist ein litauischer weiblicher Vorname, abgeleitet von Genoveva. Die männliche Form ist Genoveitas. 

## Personen
- Genoveita Krasauskienė (* 1952), Pädagogin und Politikerin